# Флавия Пенета
Флавия Пенета (на италиански: Flavia Pennetta) е професионална тенисистка от Италия. Тя е първата италианка, която попада в Топ 10 на Световната ранглиста на женския тенис. Най-доброто ѝ класиране в ранглистата на WTA е 6-а позиция. Шампионка на Откритото първенство на САЩ през 2015 г., побеждавайки сънародничката си Роберта Винчи в първия изцяло италиански финал на турнир от Големия шлем

## Кариера
През 2000 г., Флавия Пенета става професионална тенисистка. През 2005 г., заедно с руската си колежка Елена Дементиева достига финал на двойки за Откритото първенство на САЩ. През 2006 г. с италианския национален отбор по тенис за жени, поднасят сензацията на „Фед Къп“. В двубой от това състезание, Флавия Пенета побеждава белгийката Жюстин Енен-Арден. На следващата година (2007 г.) отново в надпревара за „Фед Къп“, Флавия Пенета и съотборничките ѝ от националния отбор на Италия по тенис губят от състава на Русия. През 2008 и 2009 г. Пенета записва впечатляващо представяне на Откритото първенство по тенис на САЩ, като отстранява две от най-добрите тенисистки в света — Динара Сафина и Серина Уилямс. През 2009 г. побеждава австралийката Саманта Стосър в мач от тенис—турнира в Лос Анджелис. Това е последната ѝ турнирна победа за календарната 2009 година.

### 2010
През 2010 г. Флавия Пенета печели редица турнири на двойки заедно с аржентинката Жизела Дулко. На 29.03.2010 г., печели титлата от супертурнира „Сони Ериксон Оупън“ по двойки, като побеждават във финалния мач Надя Петрова и Саманта Стосър 6:3, 4:6, 10:7.
В началото на месец април 2010 г., Флавия Пенета печели титлата от престижния турнир „Андалусия Тенис Експириънс“, провеждащ се в испанския курортен град Марбеля. Във финалния сблъсък тя побеждава представителката на домакините Карла Суарес Наваро с 6:2, 4:6, 6:3.
На 02.05.2010 г. Флавия Пенета и аржентинската ѝ партньорка играят финален мач на двойки в турнира „Порше Тенис Гран При“ в Щутгарт, в който побеждават чешката тенисистка Квета Пешке и Катарина Среботник от Словения с резултат 3:6, 7:6, 10:5. На 08.05.2010 г. печелят титлата на силния международен турнир в Рим. Във финалната среща, те надделяват над испанския дует Нурия Лягостера Вивес и Мария Хосе Мартинес Санчес с резултат 6:4, 6:2.
На 09.07.2010 г. двете отново печелят на двойки турнира в шведския град Бостад. Във финалната среща, те се налагат над чешките тенисистки Рената Ворачова и Барбора Захлавова-Стрицова с резултат 7:6, 6:0. На 23.08.2010 г. Флавия Пенета печели шампионската титла на двойки от престижния турнир „Роджърс Къп“ в Монреал, където отново надделяват над чехкинята Квета Пешке и Катарина Среботник от Словения с резултат 7:5, 3:6, 12:10. На 23.10.2010 г. двете завоюват шампионската титла от турнира за „Купата на Кремъл“, побеждавайки Сара Ерани и Мария Хосе Мартинес Санчес с резултат 6:3, 2:6, 10:6.
На 31.10.2010 г., Флавия Пенета и Жизела Дулко печелят титлата на двойки от супертурнира в катарската столица Доха. Във финалната среща те елиминират съпротивата на Квета Пешке от Чехия и словенската тенисистка Катарина Среботник с резултат 7:5, 6:4.

### 2011
На 28 януари 2011 г. Флавия Пенета печели шампионската титла от първия за годината турнир от Големия шлем Откритото първенство на Австралия. Във финалната среща в Мелбърн, с Жизела Дулко елиминират своите опонентки Мария Кириленко и Виктория Азаренка с резултат 2:6, 7:5, 6:1.

### 2015
Пенета започва Откритото първенство на САЩ като №29 в ранглистата на Световната женска тенис асоциация (WTA). Стига до четвъртфиналите за шести път за последните си седем участия в турнира, побеждавайки последователно Ярмила Гайдошова, Моника Никулеску, Петра Четковска и шампионката от 2011 г. Саманта Стоусър. На четвърфинала играе с двукратната шампионка от Уимбълдън Петра Квитова. Въпреки че изостава с 1-3 в решителния трети сет, Пенета печели мача и стига своя втори полуфинал на US Open. На него побеждава Симона Халеб в два сета, за да стигне за пръв път в кариерата си до финал поединично на турнир от Големия шлем, където се изправя срещу сънародничката си Роберта Винчи в първия изцяло италиански финал в турнир от Шлема. Пенета печели финала, а с това и титлата на турнира. По време на награждаването си тя обявява края на своята кариера, но малко по-късно в интервю за спортния ТВ канал „Евроспорт“ пояснява, че ще довърши сезона. С титлата си от Откритото първенства на САЩ Пенета се завръща в топ 10 на ранглистата за първи път от септември 2009 г. В седмиците след турнира се изкачва до №6 в ранглистата, което е нейното най-добро класиране в нея.